# 3170 Dzhanibekov

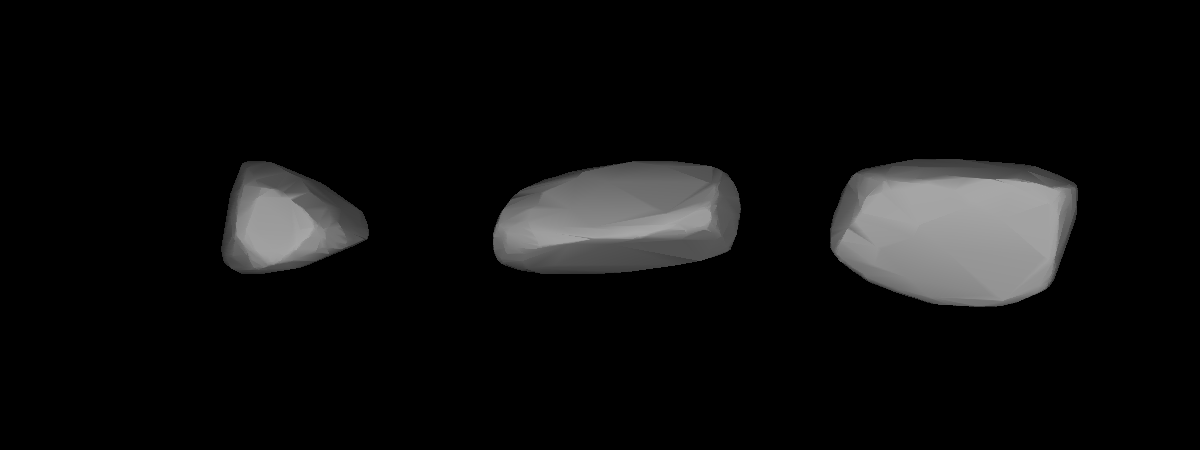
3170 Dzhanibekov

3170 Dzhanibekov eller 1979 SS11 är en asteroid i huvudbältet som upptäcktes den 24 september 1979 av den rysk-sovjetiske astronomen Nikolaj Tjernych vid Krims astrofysiska observatorium på Krim. Den har fått sitt namn efter den sovjetiske kosmonauten Vladimir Dzjanibekov.
Asteroiden har en diameter på ungefär nio kilometer och tillhör asteroidgruppen Koronis.